# Brytyjska ekspedycja na Mount Everest (1953)

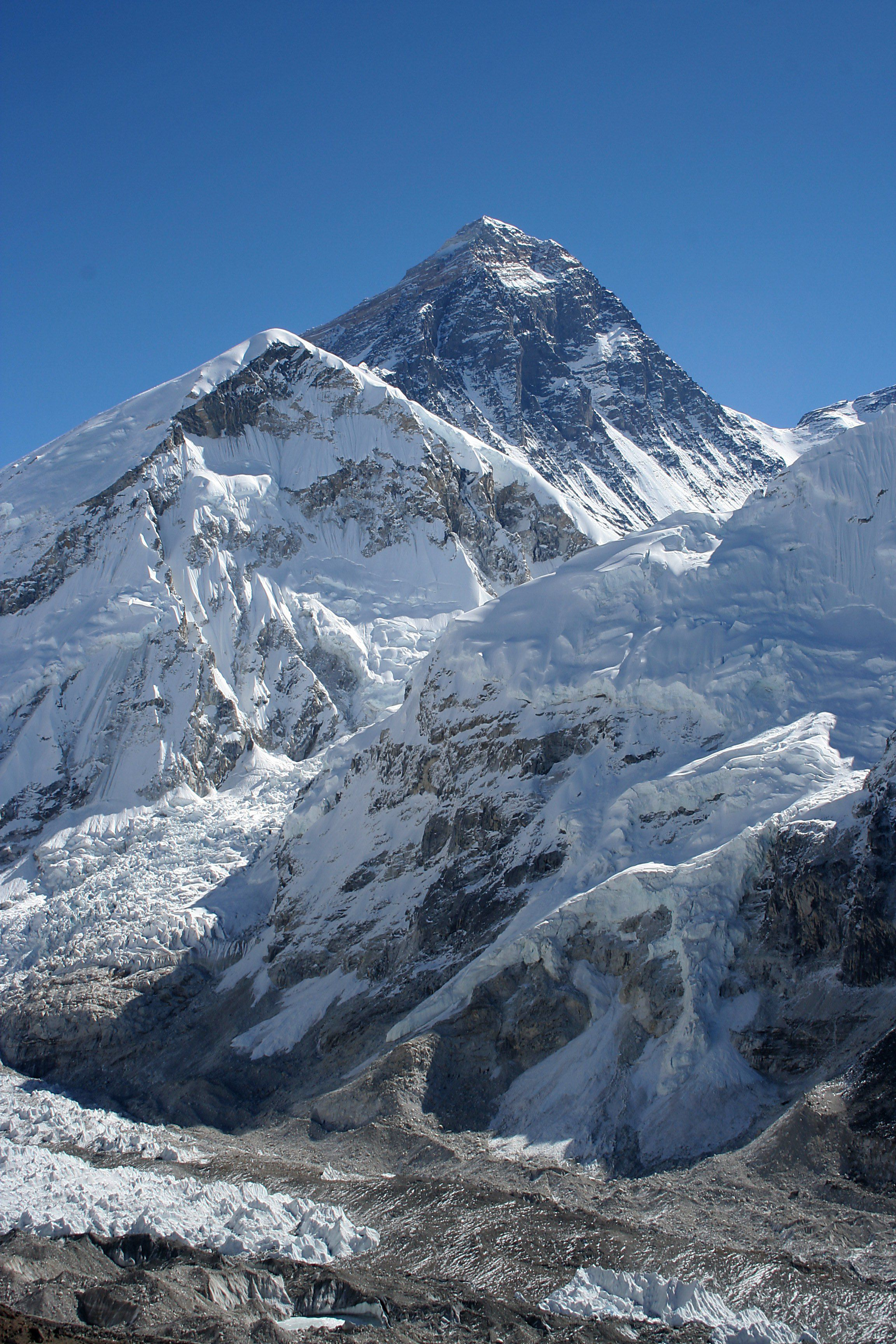
Trasa na Mount Everest, którą przemieszczali się uczestnicy ekspedycji z 1953 roku

Brytyjska ekspedycja na Mount Everest z 1953 roku była dziewiątą próbą zdobycia najwyższego szczytu na Ziemi i pierwszą, która zakończyła się powodzeniem. 29 maja 1953 roku Nowozelandczyk Edmund Hillary oraz pochodzący z Nepalu Tenzing Norgay zdobyli wierzchołek Mount Everestu. Wyprawa została zorganizowana i sfinansowana przez Komitet Himalajski. Na jej czele stanął pułkownik John Hunt.

## Przygotowania
Na początku lat 50. XX wieku rozgorzała międzynarodowa rywalizacja o zdobycie Mount Everestu. W latach 1922–1952 wielokrotnie próbowano osiągnąć ten cel. Większość spośród kilkunastu ekspedycji zorganizowali Brytyjczycy. W roku 1952 pierwszą wyprawę na Mount Everest zorganizowali Szwajcarzy. Jej uczestnicy dotarli do wysokości niemalże 8600 m n.p.m. Francuscy badacze otrzymali od rządu Nepalu pozwolenie na wspinaczkę w roku 1954, zaś Szwajcarzy planowali organizację kolejnej ekspedycji na rok 1955. Brytyjczycy dysponowali już wówczas pozwoleniem na wspinaczkę w roku 1953, lecz z uwagi na projekty francuskie i szwajcarskie ich szansa na zorganizowanie kolejnej wyprawy przed rokiem 1956 była minimalna. Dlatego też istotne dla brytyjskich badaczy było osiągnięcie szczytu już w 1953 roku.
Organizację ekspedycji powierzono Komitetowi Himalajskiemu powstałemu z inicjatywy stowarzyszenia Alpine Club oraz Królewskiego Towarzystwa Geograficznego. Według początkowych oczekiwań wyprawą miał dowodzić Eric Shipton, który w 1951 roku poprowadził udaną ekspedycję rozpoznawczą na Mount Everest, zaś w roku 1952 podjął nieudaną próbę zdobycia szczytu Czo Oju. Komitet wybrał jednak Johna Hunta, pułkownika British Army, sprawującego wówczas służbę przy Naczelnym Dowództwie Sojuszniczych Sił Europy (SHAPE od ang. Supreme Headquarters Allied Powers Europe). Wybór ten umotywowano zdolnościami przywódczymi i umiejętnością wspinaczki wysokogórskiej mającego 43 lata wojskowego. Dużą część uczestników projektowanej wyprawy stanowili towarzysze Shiptona ze wspinaczki na Czo Oju. Himalaiści ci źle przyjęli wiadomość o powołaniu Hunta. Z otwartą krytyką wystąpił wówczas między innymi Charles Evans, zastępca Hunta. Przeciwny temu wyborowi był również Edmund Hillary.
Członkowie ekspedycji pochodzący z Wielkiej Brytanii wyruszyli z portu Tilbury na statku S. S. Stratheden i 12 lutego 1953 roku dotarli do Bombaju. Przyczyną wyboru transportu morskiego zamiast lotniczego były - zgodnie ze słowami Hunta - nie tylko mniejsze koszty, lecz także dążenie do nawiązania ściślejszych relacji pomiędzy członkami zespołu podczas długiej podróży morskiej. Z Bombaju członkowie ekspedycji wyruszyli w kierunku Katmandu, stolicy Nepalu. Nowozelandczycy, George Lowe i Edmund Hillary, do Katmandu dotarli bezpośrednio z Nowej Zelandii. Lowe podróżował statkiem, zaś Hillary wybrał transport lotniczy.
W Katmandu członkowie ekspedycji zostali przyjęci przez brytyjskiego ambasadora, Christophera Summerhayesa. Na początku marca do miasta przybyło dwudziestu wybranych przez Komitet Himalajski Szerpów dowodzonych przez Tenzinga Norgaya, który już wcześniej pięciokrotnie uczestniczył w misjach mających na celu zdobycie Mount Everestu. Pierwsza grupa badaczy wraz z ok. 150 tragarzami wyruszyła w kierunku najwyższego szczytu świata 10 marca. Druga grupa wraz z 200 tragarzami podążyła za nimi dzień później. Pomiędzy 26 a 27 marca wszyscy uczestnicy dotarli do Tengboche, gdzie do 17 kwietnia trwała aklimatyzacja.

## Przebieg wspinaczki
Pierwsza grupa uczestników wyprawy dotarła 12 kwietnia do Bazy Everest, położonej na wysokości 5364 m n.p.m. Przez kilka kolejnych dni zabezpieczano prowadzącą do bazy trasę przez lodospad Khumbu. Następnie Szerpowie przetransportowali do bazy sprzęt i wyposażenie.

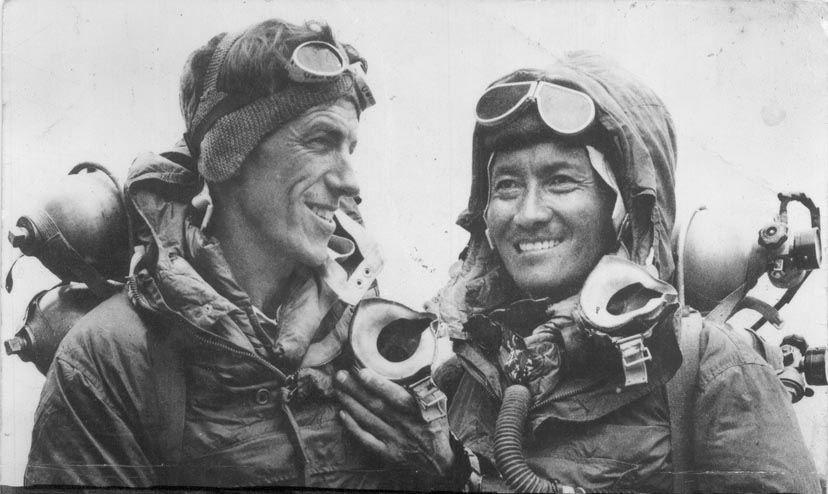
Edmund Hillary i Tenzing Norgay podczas wspinaczki w 1953 roku

Podczas wspinaczki tworzono kolejne obozy. Obóz drugi został założony 15 kwietnia przez Hillary’ego, Banda i Lowe’a na wysokości ok. 5900 m n.p.m. 22 kwietnia utworzono obóz trzeci na wysokości ok. 6150 m n.p.m., zaś 1 maja Hunt, Bourdillon i Evans założyli nieco wyżej obóz czwarty. Obozy drugi, trzeci i czwarty, umożliwiły badaczom przeprowadzenie 2 maja wstępnego rozpoznania dalszej trasy, wiodącej przez Przełęcz Południową. 3 maja na wysokości ok. 6700 m n.p.m. założono obóz piąty. 4 maja Bourdillon i Evans wspomagani przez Warda i Wylie’a osiągnęli obóz szósty na wysokości 7000 m n.p.m. 17 maja Wilfird Noyce i Lowe założyli obóz siódmy na wysokości ok. 7300 m n.p.m. 21 maja Noyce i Szerpa Annullu osiągnęli Przełęcz Południową położoną na wysokości 7906 m n.p.m. Wówczas końcową wspinaczkę na wierzchołek Mount Everestu rozpoczęli wybrani do tego celu przez Hunta Bourdillon i Evans. Używając butli tlenowych dotarli oni 26 maja do wysokości 8750 m n.p.m. Z powodu zmęczenia i awarii sprzętu zostali jednak zmuszeni do rozpoczęcia drogi powrotnej. Hunt wyznaczył dwie inne osoby – Edmunda Hillary’ego i Tenzinga Norgaya – do podjęcia drugiej próby zdobycia Mount Everestu. 27 maja himalaiści wyruszyli z bazy na Przełęczy Południowej, by już 29 maja o godzinie 11:30 osiągnąć wierzchołek góry. Przed rozpoczęciem drogi powrotnej Hillary i Norgay wykonali kilka fotografii oraz zakopali w śniegu krzyż i cukierki.

## Powrót i następstwa
30 maja przebywający w Bazie Głównej James Morris, korespondent dziennika The Times, otrzymał informację o zdobyciu Mount Everestu, po czym wysłał przy pomocy kuriera zakodowaną wiadomość do Namcze Bazar, skąd przesłano ją jako telegram do brytyjskiej ambasady w Katmandu. Wiadomość dotarła do Londynu rankiem 2 czerwca, w dzień koronacji królowej Elżbiety II.
Po powrocie do Katmandu w połowie czerwca, członkowie ekspedycji dowiedzieli się, że za swoje osiągnięcia Edmund Hillary został odznaczony Orderem Imperium Brytyjskiego, zaś Hunt Odznaką Rycerza Kawalera. 22 czerwca rząd Nepalu spotkał się z uczestnikami wyprawy. Tenzing otrzymał wówczas od królowej kraju nagrodę w wysokości 10 tysięcy rupii, odpowiadających 500 funtom szterlingom według ówczesnego kursu walut. Hunt i Hillary otrzymali noże kukri, a pozostali członkowie ekspedycji - bogato zdobione szkatuły. Tego samego dnia rząd Indii ogłosił utworzenie Złotego Medalu, odznaczenia wzorowanego na brytyjskim Medalu Jerzego, którego pierwszymi laureatami zostali Hillary, Tenzing oraz Hunt. 1 lipca królowa Elżbieta II w porozumieniu z rządami Wielkiej Brytanii, Indii i Nepalu, odznaczyła Norgaya Medalem Jerzego. Po powrocie do Londynu, w lipcu 1953 roku, Hunt otrzymał natomiast tytuł szlachecki.
Amerykańskie National Geographic Society przyznało uczestnikom wyprawy Medal Hubbarda. Członkowie ekspedycji otrzymali także Geograficzny Medal Culluma, przyznawany przez Amerykańskie Towarzystwo Geograficzne, Złoty Medal Królewskiego Towarzystwa Geograficznego, Medal Lwarence'a przyznawany przez stowarzyszenie Royal Central Asian Society, a także tytuły honoris causa na uniwersytetach w Aberdeen, Durham i Londynie.

## Członkowie ekspedycji
Uczestnicy wyprawy zostali wybrani ze względu na umiejętności i doświadczenie w wysokogórskich wspinaczkach, jak i inne zdolności, mogące przydać się podczas trwania podróży. Początkowo 15 członkom ekspedycji towarzyszyło też ok. 20 przewodników i 362 tragarzy.
| Imię i nazwisko    | Funkcja                     | Zawód                                    | Wiek w momencie powołania (1 listopada 1952) |
| ------------------ | --------------------------- | ---------------------------------------- | -------------------------------------------- |
| John Hunt          | dowódca wyprawy, alpinista  | pułkownik British Army                   | 42                                           |
| Charles Evans      | zastępca dowódcy, alpinista | lekarz                                   | 33                                           |
| George Band        | alpinista                   | geolog                                   | 23                                           |
| Tom Bourdillon     | alpinista                   | fizyk                                    | 28                                           |
| Alfred Gregory     | alpinista                   | kierownik przedsiębiorstwa turystycznego | 39                                           |
| Wilfrid Noyce      | alpinista                   | nauczyciel                               | 34                                           |
| Griffith Pugh      | lekarz, alpinista           | fizjolog                                 | 43                                           |
| Tom Stobart        | kamerzysta, alpinista       | kamerzysta                               | 27                                           |
| Michael Ward       | lekarz, alpinista           | lekarz                                   | 27                                           |
| Michael Westmacott | alpinista                   | statystyk                                | 27                                           |
| Charles Wylie      | sekretarz, alpinista        | żołnierz                                 | 32                                           |
| Edmund Hillary     | alpinista                   | pszczelarz                               | 33                                           |
| George Lowe        | alpinista                   | nauczyciel                               | 28                                           |
| Tenzing Norgay     | alpinista, przewodnik       |                                          | 38                                           |
| Szerpa Annullu     | alpinista, przewodnik       |                                          | ?                                            |